# パーク・プレイス駅 (ハドソン・アンド・マンハッタン鉄道)
テンプレートを表示
パーク・プレイス駅（Park Place Station）は、かつてアメリカ合衆国のニュージャージー州ニューアークに存在した、ハドソン・アンド・マンハッタン鉄道（H&M）の駅（廃駅）。
パーク・プレイス-センター・ストリート交差点にあり、通り向かいはニューアーク・パブリック・サービス・ターミナル近くのミリタリー・パークであった。1911年11月26日に開業し、その後ジャージーシティのグローブ・ストリート駅からサミット・アベニュー駅、マンハッタン・トランスファー駅、ニューアークへと延伸されていった。1937年6月20日にH&Mの路線網が再編され、新設されたニューアーク・ペン駅が終点となったことから廃止された。
H&Mは1962年にニューヨーク・ニュージャージー港湾公社に買収され、路線網はパストレインとなった。ニュージャージー・パフォーミング・アーツ・センターは当駅の跡地にあるニューアーク・ライトレールのNJPAC/センター・ストリート駅に入居している。